# Aeroportul Januaria
Aeroportul Januaria (IATA: JNA, ICAO: SNJN) este un aeroport din Minas Gerais, Brazilia ce deservește zona Januária. Aeroportul a fost tranzitat în 2019 de 46 de pasageri. A fost numit după zona deservită.
Situat la o altitudine de 480 m, aeroportul dispune de 1 pistă.

## Infrastructură

### Piste
Aeroportul dispune de o singură pistă. Pista 8/26 are suprafața de asfalt și dimensiunile 1.200 m × 30 m. 